# Zwettl
Město Zwettl (oficiálně Zwettl-Niederösterreich, česky Světlá) se nachází v severním Rakousku, ve spolkové zemi Dolní Rakousy. Leží v nadmořské výšce 520 metrů a tvoří zeměpisný střed Waldviertelu (tradičního národopisného regionu). Žije zde přibližně 11 tisíc obyvatel.

## Dějiny
Název Zwettl pravděpodobně pochází ze slovanského slova setla, který má význam „prosekávání“ nebo „mýcení“. Doposud avšak nebyly objeveny žádné slovanské stopy,[zdroj?] takže je toto vysvětlení velice nejisté. Město bylo založeno rodem Kuenringů v roce 1139, kteří sem přivedli první cisterciácké mnichy a nechali postavit klášter proslavený svou skvostnou architekturou. Klášter hrál později vůdčí roli v kolonizaci přilehlého, tehdy českého Vitorazska. 28. prosince 1200 byla Světlá prohlášena městem.
V letech 1426 a 1427 bylo město dvakrát úspěšně obléháno husity. Další útrapy pro město přinesla třicetiletá válka. V roce 1645 bylo město obsazeno Švédy.
V roce 1850 se Světlá spojila s 13 sousedícími obcemi a roku 1971 vzniká městská obec Zwettl v dnešním rozsahu.

## Pamětihodnosti
- dochovala se velká část středověkého městského jádra, městské hradby, stará radnice (postavena roku 1307) a některé městské domy.
- duchovním centrem a kulturně historickou památkou vysoké hodnoty je v severovýchodní části města situovaný cisterciácký Světelský klášter založený okolo r. 1137 Hadmarem I. z Kuenringu

## Sousední obce
- na severu: Vitis a Echsenbach
- na severovýchodě: Allentsteig
- na východě: Pölla a Rastenfeld
- na jihovýchodě: Waldhausen
- na jihu: Großgöttfritz
- na jihozápadě: Rappottenstein

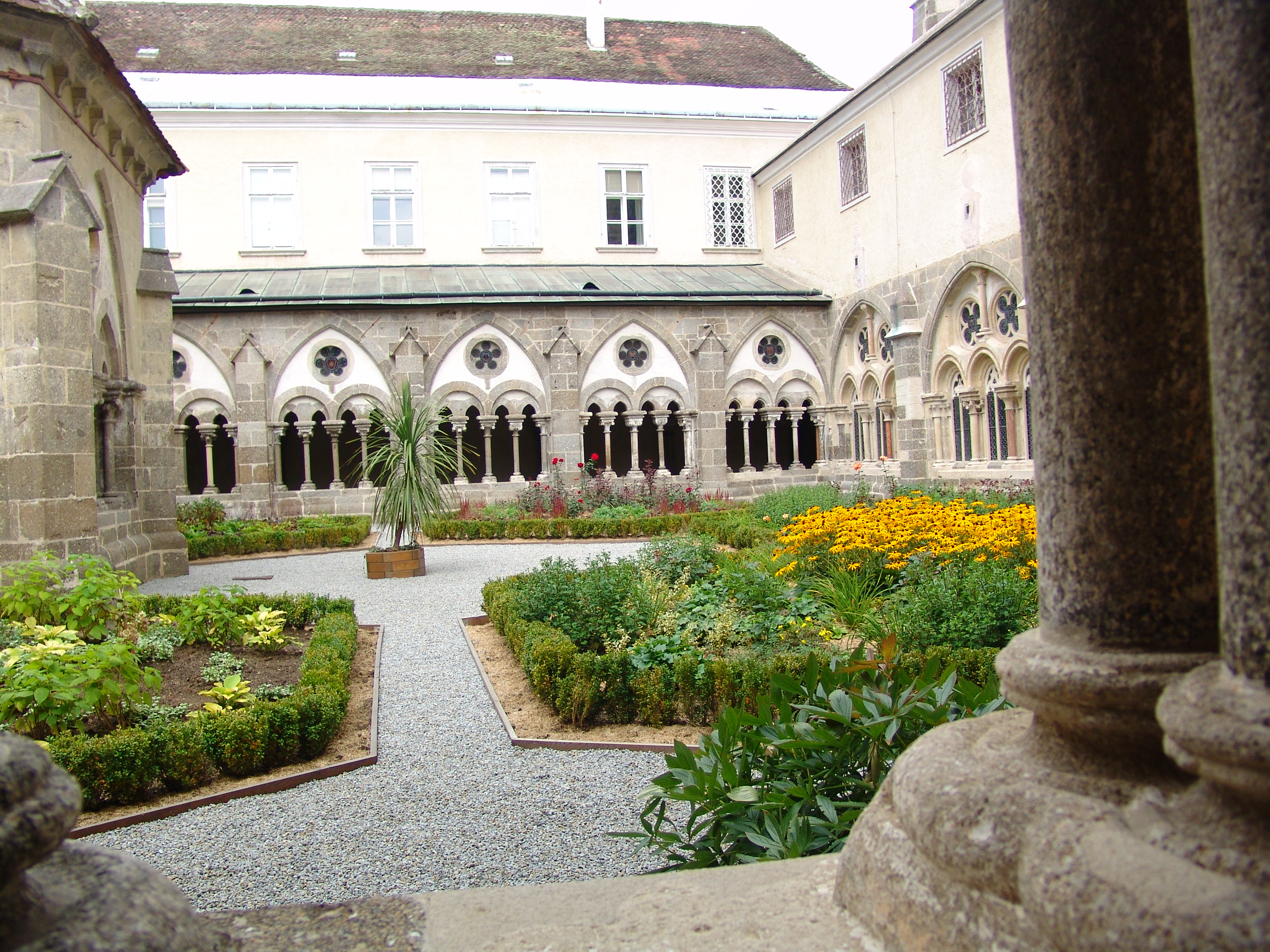
Rodový klášter Kuenringů ve Zwettlu

- na západě: Groß Gerungs a Großschönau
- na severozápadě: Schweiggers a Kirchberg am Walde

## Členění města
Městská obec Zwettl se člení do 61 katastrálních obcí : Annatsberg – Bernhards – Böhmhöf – Bösenneunzen – Edelhof – Eschabruck – Flachau – Friedersbach – Gerlas – Germanns – Gerotten – Gradnitz – Grossglobnitz – Grosshaslau – Gschwendt – Guttenbrunn – Hörmanns – Hörweix – Jagenbach – Jahrings – Kleehof – Kleinmeinharts – Kleinotten – Kleinschönau – Koblhof – Koppenzeil – Kühbach – Marbach Am Walde – Mayerhöfen – Merzenstein – Mitterreith – Moidrams – Negers – Neusiedl – Niederglobnitz – Niederneustift – Niederstrahlbach – Oberhof – Oberndorf – Oberplöttbach – Oberstrahlbach – Ottenschlag – Pötzles – Purken – Ratschenhof – Rieggers – Ritzmannshof – Rosenau Dorf – Rosenau Schloss – Rottenbach – Rudmanns – Schickenhof – Syrafeld – Unterrabenthan – Unterrosenauerwald – Uttissenbach – Waldhams – Wildings – Wolfsberg – Zwettl Stadt – Zwettl Stift.

## Partnerská města
- Jindřichův Hradec, Česko
- Plochingen, Německo
- Zistersdorf, Rakousko